# Аг'я (селище)
А́г'я (ест. Ahja alevik) — селище в Естонії, адміністративний центр волості Аг'я повіту Пилвамаа.

## Населення
Чисельність населення на 31 грудня 2011 року становила 507 осіб.

## Географія
На сході селища тече річка Аг'я (ест. Ahja jõgi).
Через селище проходить автошлях 45 (Тарту — Ряпіна — Вярска). Від селища починаються автошляхи 180 (Аг'я — Вастсе-Куусте) та 184 (Аг'я — Разіна).

## Маєток Аг'я

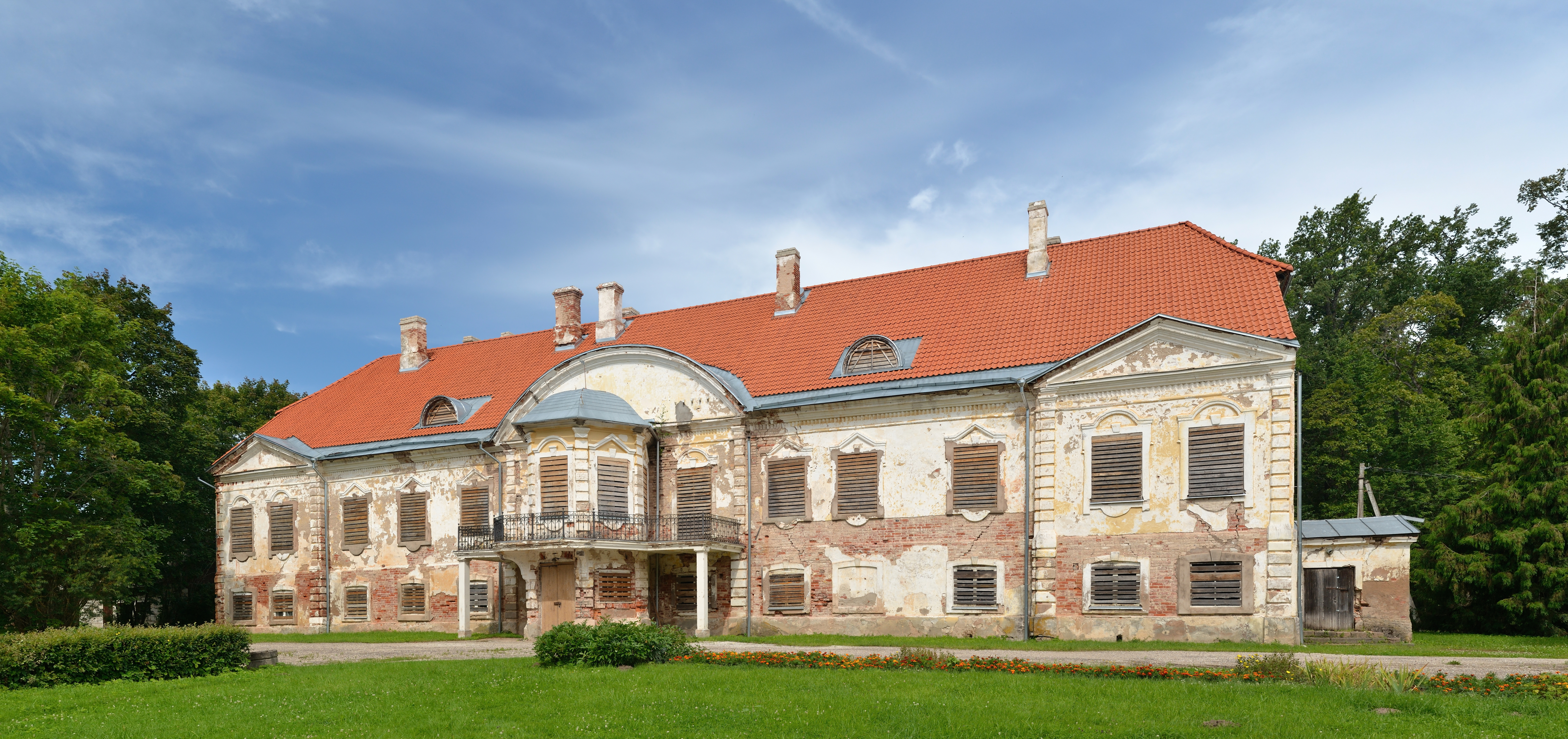
Головний будинок маєтку Аг'я

Перші згадки про маєток (ест. Ahja mõis) датуються 1553 роком. У 17-му столітті миза стала власністю шведської корони. У 1716 році маєток був дарований Христині Ґлюк, вдові Ернста Ґлюка, у родині яких виросла майбутня російська імператриця Катерина I.
Головним будинком маєтку є двоповерхова будівля в стилі бароко. Сучасний вигляд будинок отримав, коли маєтком володів Франсуа де Вільбуа, зять Христини Ґлюк. Будівництво будинку було завершено приблизно у 1749 році.
Пізніше маєток належав різним сім'ям балтійських німців. Останнім володарем до експропріації в 1919 році був фон Браш. У 1929–1997 рр. у будинку містилася школа.
16 листопада 1999 року садиба, як пам'ятник архітектури, занесена до реєстру культурної спадщини Естонії.

## Відомі особистості
В Аг'ї народився естонський письменник та критик Фрідеберт Туґлас (1886–1971). Спогади про дитячі роки в Аг'ї лягли в основу його автобіографічного роману «Маленький Іллімар». Тому зараз Аг'я відома саме як земля маленького Іллімара.
2 березня 2005 року на другому поверсі селищної бібліотеки був відкритий для відвідувачів музей Туґласа.